# Bán quân sự

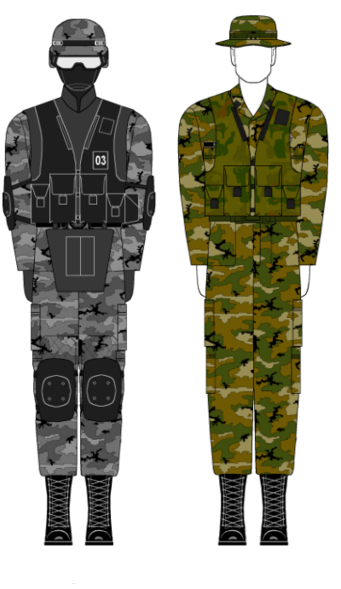

Bán quân sự là một lực lượng quân sự mà cách tổ chức và chức năng của nó tương tự như quân đội chuyên nghiệp, nhưng nó không được coi là một bộ phận của Lực lượng vũ trang thông thường của một quốc gia.

## Một số tổ chức bán quân sự
Tùy theo bối cảnh, lực lượng bán quân sự có thể bao gồm:
- Lực lượng quân đội không chính quy: Dân quân, du kích, phiến quân,.v.v...
- Lực lượng hỗ trợ cho quân đội quốc gia
- Các công ty quân sự tư nhân
- Lính đánh thuê
- Một số đơn vị thuộc lực lượng cảnh sát, ví dụ cảnh sát hỗ trợ (auxiliary police)
- Lực lượng hiến binh, ví dụ như Royal Canadian Mounted Police (Gendarmerie royale du Canada), lực lượng bảo an trung ương của Ai Cập và Lực lượng Cảnh sát Dự bị Trung ương của Ấn Độ
- Bộ đội Biên phòng